# Estée Strooker
Estée Strooker (Didam, 17 november 1990) is een Nederlandse kok, vooral bekend door haar optreden in het Net5-programma Masterchef en haar programma's op 24Kitchen. 

## Loopbaan
In 2008 deed Strooker een maand ervaring op bij de kok Roger van Damme. Daarna volgde zij in Parijs gedurende een half jaar een kookopleiding aan de École Supérieure de Cuisine Française.

## Masterchef
In 2010 werd ze, als jongste van de 12 finalisten, bij de televisiezender Net5 de eerste winnaar van de Nederlandse versie van het televisieprogramma Masterchef. De eerste plaats leverde haar 25.000 euro op. Gerechten van haar verschenen in een boek dat na de uitzending verscheen.

## Restaurants
In 2011 begon ze haar eigen restaurant 't Amusement. Ondertussen heeft ze ook Eetwinkel STROOM in Arnhem.

## Vermeldingen
Door de website SpecialBite werd ze uitgeroepen tot een van de zeven horecahelden van 2012. Tijdens Smaakvol Gelderland 2013, een kookwedstrijd met koks uit de GenietCuliTop, won ze een van de twee publieksprijzen.
Strooker is diverse malen in radio-interviews te horen geweest, en ze is jurylid geweest.
In 2017 werd ze gevolgd in het NPO-televisieprogramma De Nieuwe Garde.

## Televisiekok
Het was een wens van Strooker om tv-kok te worden. Naast enkele korte optredens als kok in tv-uitzendingen bij andere omroepen is Strooker sinds 2013 te zien bij de digitale tv-zender en website 24Kitchen. 